# Velká Chuchle
Velká Chuchle (en allemand Groß Kuchel) est un quartier pragois situé dans le sud-ouest de la capitale tchèque, appartenant à l'arrondissement de Prague 5, d'une superficie de 460,7 hectares est un quartier de Prague. En 2018, la population était de 2 298 habitants.
La ville est devenue une partie de Prague en 1968. Elle abrite depuis 1906 l'hippodrome de Prague -Velká Chuchle , qui est le plus important du pays.
Cette piste de course de chevaux (« Hippodrome ») a été visitée  très souvent par le premier président tchécoslovaque Tomáš Garrigue Masaryk, et l’école de base de Velká Chuchle a à partir de 1930 le nom de son épouse Charlotte.
Par un dimanche ensoleillé, le 6 septembre 2020, le 100e derby " tchécoslovaque " (tchèque) a eu lieu à l’hippodrome. Il y avait aussi un grand défi du président Masaryk, représenté par un coureur de course et accompagné de quatre légionnaires, ainsi qu’un défilé de vêtements de course de la Première République. L’étalon slovaque Opasan a remporté la course principale des chevaux de trois ans avec le jockey Radek Koplík, de sorte que l’hymne slovaque a été joué au-dessus de l’hippodrome en ce jour de fête.
On peut voir la gare de Velká Chuchle ici
   https://www.google.fr/maps/@50.0068861,14.3885872,3a,66.9y,347.61h,101.48t/data=!3m6!1e1!3m4!1svCFxhSSVpY9qWdtC3zDl6Q!2e0!7i16384!8i8192?hl=fr     

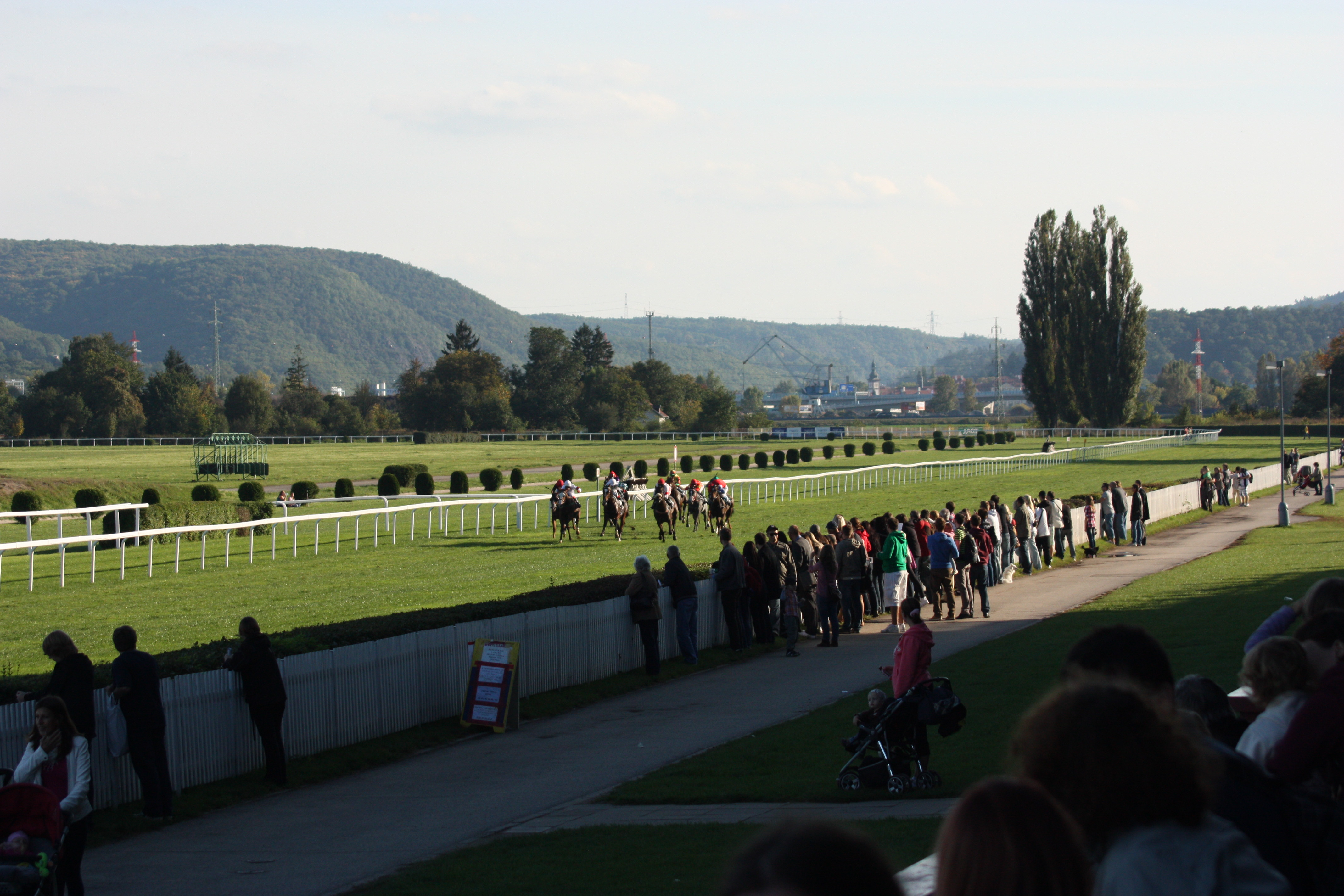
Hippodrome
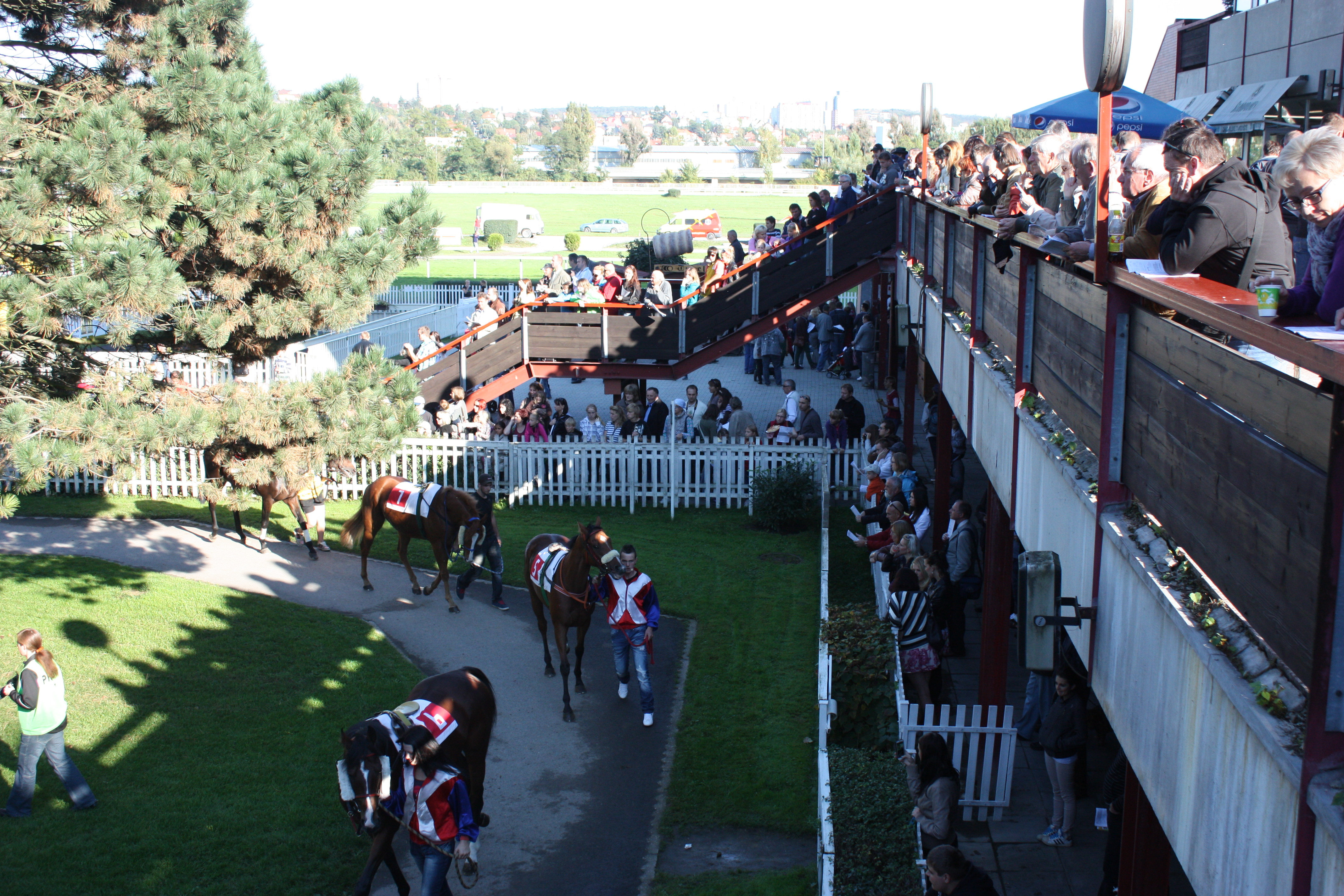
Course à l'hippodrome de Velka Chuchle